# Rally Costa Brava de 1979
El Rally Costa Brava de 1979, oficialmente 27.º Rally Costa Brava, fue la vigésimo séptima edición, la quinta cita de la  temporada 1979 del Campeonato de Europa de Rally y la segunda de la temporada 1979 del Campeonato de España de Rally. Se celebró del 16 al 18 de febrero.

## Clasificación final
| Pos. | Piloto              | Copiloto              | Automóvil                  | Tiempo  | Diferencia |
| ---- | ------------------- | --------------------- | -------------------------- | ------- | ---------- |
| 1.   | Antonio Zanini      | Juan José Petisco     | Fiat 131 Abarth            | 4:47:05 | 0.0        |
| 2.   | Mauro Pregliasco    | Vittorio Reisoli      | Alfa Romeo Alfetta GTV 2.0 | 4:59:21 | +12:16     |
| 3.   | Billy Coleman       | Jim Porter            | Ford Escort RS 1800 MKII   | 5:03:55 | +16:50     |
| 4.   | Jochi Kleint        | Gunter Wanger         | Opel Kadett GT/E           | 5:07:49 | +20:44     |
| 5.   | «Didi»              | André Pauly           | Fiat 131 Abarth            | 5:08:58 | +21:53     |
| 6.   | José Luis Sallent   | Jordi Puvill          | Opel Kadett GT/E           | 5:16:47 | +29:42     |
| 7.   | Christian Dorche    | Jean Bourgoin         | Opel Kadett GT/E           | 5:16:53 | +29:48     |
| 8.   | Joan Franquesa      | Ramón Brucart         | SEAT 124-1800              | 5:21:52 | +34:47     |
| 9.   | Carlos Casanovas    | Juan Antonio Villalba | Ford Escort RS 2000 MKII   | 5:26:07 | +39:02     |
| 10.  | Juan Ignacio Canela | Raymond Blancafort    | Volkswagen Golf GTi        | 5:27:03 | +39:58     |